# آبکوله‌سر کوچک
آبکوله‌سر کوچک، روستایی است از توابع بخش مرکزی شهرستان تنکابن در استان مازندران کشور ایران.

## جمعیت
این روستا در دهستان میرشمس‌الدین قرار دارد و بر اساس سرشماری مرکز آمار ایران در سال ۱۳۹۵، جمعیت آن ۴۰۱ نفر (۱۳۷ خانوار) بوده‌است.